# Флаг Ракитянского района
Флаг Ракитянского муниципального района Белгородской области Российской Федерации.

## Описание
«Двухстороннее прямоугольное полотнище с отношением ширины к длине 2:3, воспроизводящее композицию герба Ракитянского района в белом, зелёном, жёлтом и лазоревом (синем, голубом) цветах с аналогичным зеркальным отображением композиции герба Ракитянского района в белом, зелёном, жёлтом и лазоревом (синем, голубом) цветах на оборотной стороне».

## Обоснование символики
Флаг муниципального района «Ракитянский район» разработан с учётом отечественных и международных геральдико-правовых норм и воспроизводит цвета и фигуры герба Ракитянского района.
Воспроизведённая на лицевой и оборотной сторонах флага муниципального района «Ракитянский район» композиция герба Ракитянского района в белом, зелёном, жёлтом и лазоревом (синем, голубом) цветах — отображает расположенную на территории района реку Ракита с произрастающими по берегам реки ракитами.